# Cheimerius
Cheimerius és un gènere de peixos pertanyent a la família dels espàrids.

## Taxonomia
- Cheimerius matsubarai (Akazaki, 1962)
- Cheimerius nufar (Valenciennes, 1830)[3][4][5][6]